# SAI Ambrosini Sagittario
Il SAI Ambrosini Sagittario o Sagittario I o Turbofreccia è stato il prototipo del primo aviogetto militare italiano del dopoguerra. Fu progettato dall'ing. Sergio Stefanutti e costruito dalla Società Aeronautica Italiana Ambrosini nel 1950.

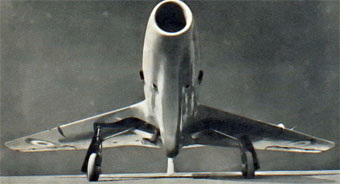
Il sagittario visto dal basso

## Storia del progetto

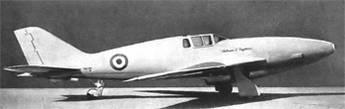
Sagittario I con triciclo posteriore

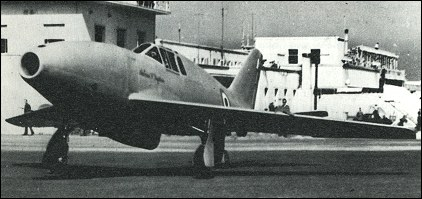
Vista frontale del Sagittario I

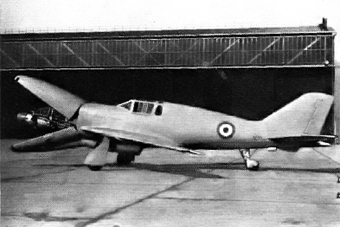
Motore scoperto

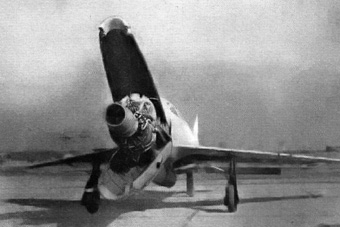
Fusoliera aperta a petali

Il prototipo del Sagittario I nasce da una cellula di SAI Ambrosini S.7, addestratore degli anni '40 considerato «l'aereo più bello del mondo». Il prototipo manteneva la costruzione lignea con motore in linea Alfa Romeo 115Ter da 225 CV ma era stato modificato nell'aerodinamica: la fusoliera rimaneva quella dell'S.7 di partenza ma erano stati adottati nuovi impennaggi di coda e ali a freccia di 45° per il volo transonico.
La scelta di mantenere il motore originale dell'S.7 con l'aerodinamica del nuovo velicolo a getto nasceva dalla necessità di utilizzare elementi collaudati, vista la mancanza nel dopoguerra di gallerie del vento, per collaudare le ali a freccia e i fenomeni di compressione aerodinamica a velocità transonica.
Il prototipo (detto anche prototipo 1) fu portato in volo la prima volta da Ireneo Di Crescenzo tra il 18 luglio e il 1 agosto, 1952.
Completato il ciclo di test dell'aerodinamica venne installato un motore turbogetto Turbomeca Marboré II   da 3,7 kN (840 lbf) di spinta a 22 600 giri/min. Il prototipo così modificato venne chiamato Sagittario I o Turbofreccia (o prototipo 2). Il Sagittario I il 26 marzo 1953 effettuò il primo volo a Ciampino.
(Aviation Top)
L'esperienza del Sagittario I consentì a Stefanutti di sviluppare presso la Aerfer, specializzata in velivoli metallici del Sagittario 2, prototipo di caccia a reazione interamente metallico e primo aereo italiano a superare il muro del suono.

## Tecnica
Caratteristico per la presenza di una presa d'aria sul "naso" della fusoliera, mentre lo scarico dei gas avveniva sotto il posto di pilotaggio. L'accesso al motore avveniva con l'apertura del rivestimento della fusoliera con un aspetto a petali.
Nel prototipo a jet la fusoliera in legno era allungata rispetto al precedente Freccia, mentre la parte anteriore della fusoliera che ospitava il motore era costruita in metallo.
Il carrello del Sagittario I aveva un alto ruotino posteriore a scomparsa che era schermato dai gas di scarico. Il successivo Sagittario II perderà il ruotino a favore di un più moderno carrello triciclo anteriore.
Il Sagittario I vola per la prima volta il 5 gennaio 1953.

## Utilizzatori
Italia
- Aeronautica Militare

Impiegato esclusivamente in prove di valutazione.